# Agaricophilus reflexus
Agaricophilus reflexus is een keversoort uit de familie zwamkevers (Endomychidae). De wetenschappelijke naam van de soort werd in 1838 gepubliceerd door Victor Ivanovitsch Motschulsky.